# Wang Shanshan
Wang Shanshan (xinès simplificat: 王珊珊, pinyin: Wáng Shānshān; Luoyang, 1990) és una futbolista internacional xinesa, que juga en les posicions de defensa i de davantera al Wuhan Jiangda. Capitana de la selecció nacional xinesa, va ser seleccionada per la Copa del Món Femenina de Futbol de 2023.

## Biografia
Wang Shanshan va néixer el 27 de gener de 1990 a Luoyang, província de Henan (Xina). Va estudiar a l'escola primària Dongsheng del districte de Jianxi, a la ciutat de Luoyang. L'esport més important a la seva escola era el voleibol i Wang jugava en un equip. Al professor d'educació física de l'escola, Geng Hongjie, li agradava molt jugar a futbol, i utilitzava el futbol com a element d'escalfament per a l'equip de voleibol i així Wang va començar a involucrar-se amb el futbol.

### Carrera futbolística
El 2011 com a membre de l'equip de futbol femení de la universitat xinesa de Wuhan. Wang va participar en els Jocs d'estiu de la Universitat Mundial de Shenzhen. El 2012 va debutar en la selecció nacional i va marcar el seu primer gol com a internacional. Des del 2013 amb la selecció xinesa ha participat en la majoria de competicions internacionals com la Copa Asiàtica Femenina de l'AFC (2014, 2022) de la Confederàció Asiàtica de Futbol, en la Copa del Món Femenina de Futbol 2015 del Canadà, on va marcar do gols, el 2018 en els Jocs Asiàtics i el 2019 en la Copa Mundial Femenina de Futbol 2019 a França. El 2020 va jugar en els Jocs Olímpics d'Estiu de 2020 a Tòquio.
Ha jugat amb equips com el Dalian W.F.C (大连女子足球俱乐部), el Tianjin Shengde Women's Football Club (天津圣德), amb l'equip femení de la Universitat de Wuhan (武汉江汉大学足球俱乐部) i amb el Beijing Sinobo Guoan Football Club (北京中赫国安).
L'abril de 2023 va rebre el trofeu a la millor jugadora xinesa de l'any 2022 (Globus d'Or).

#### Estil
Wang pot jugar en diverses posicions, com defensora o davantera, però es desenvolupa principalment com a davantera golejadora i l'han comparada amb el jugador neerlandès Ruud Gullit. Destaca per la habilitat i l'esperit competitiu. Una de les seves actuacions més destacades va ser durant els Jocs Asiàtics de 2018, en un partit de la selecció xinesa contra la selecció de Tadjikistan on va marcar nou gols.
En una entrevista del 27 de febrer de 2023 va declarar que el seu referent és Lionel Messi :"Crec que Messi té un paper de lideratge poderós i és beneficiós aprendre d'això".